# (15008) Delahodde
(15008) Delahodde (1998 QO6) – planetoida z grupy pasa głównego asteroid okrążająca Słońce w ciągu 4,09 lat w średniej odległości 2,56 j.a. Odkryta 24 sierpnia 1998 roku.